# Ворожеска (озеро)
Вороже́ска (укр. Ворожеське) — высокогорное озеро в Украинских Карпатах, в пределах Раховского района Закарпатской области.
Озеро ледникового происхождения. Лежит на высоте 1460 м над уровнем моря, в одном из ледниковых каров, на северных склонах массива Свидовец.
Состоит из двух небольших водоёмов. Верхнее (большее) озеро имеет круглую форму (диаметр — 95 м, площадь — 0,7 га, глубина до 4,5 м). Нижнее озеро, расположенное на 15 м ниже верхнего, удлинённой формы (длина — 76 м, ширина — 28 м, площадь около 0,2 га, глубина до 1,9 м).
Питается водами потока, который берёт начало в снежнике, составленном фирновым льдом, который полностью тает только в самые жаркие годы.
Вода в озере чистая, очень прозрачная, температура её летом до +12 °C. Дно наклонное, илистое. Фауна представлена отдельными видами микроскопических ракообразных. Объект туризма.
Западнее Ворожеска расположено озеро Апшинец, на юго-запад — озеро Герашаска к юго-востоку — гора Большой Котел (1771 м).
Ближайший населённый пункт — село Чёрная Тиса.

## Легенда озера Ворожеска
Жили-были у матери два сына. Были они хорошие, добрые и сильные. Летом пасли стада в горной долине, а зимой помогали по хозяйству возле дома. Однажды встретили ребята очень красивую девушку. Звали её Маричка, была она с длинной русой косой и очень хороша собой. Оба брата её полюбили. Что тут делать? И решили так: кто первым переплывёт горное озеро, что виднелось в ущелье между горами, тому и достанется Маричка. Но как только они доплыли до середины озера, через гору набежала чёрная туча и началась страшная буря. Вода в озере поднялась, налетела большая волна — и братьев затянуло на дно, в страшную бездну. Долго ждала их мать, но не дождалась, не увидела их больше и Маричка. А недалеко от того озера, пастухи пасли овец, всё это видели и знали тех ребят. Спустились в село и рассказали их матери. Побежала мать к тому озеру, упала на колени и заломив руки, плакала и кричала: «Озеро, озеро! Почему ты так враждебно ко мне, зачем моих сыновей-близнецов погубило?» А ветер подхватил: «Враждебно… враждебно…». С тех пор это озеро и стали называть Ворожеска.

## Галерея

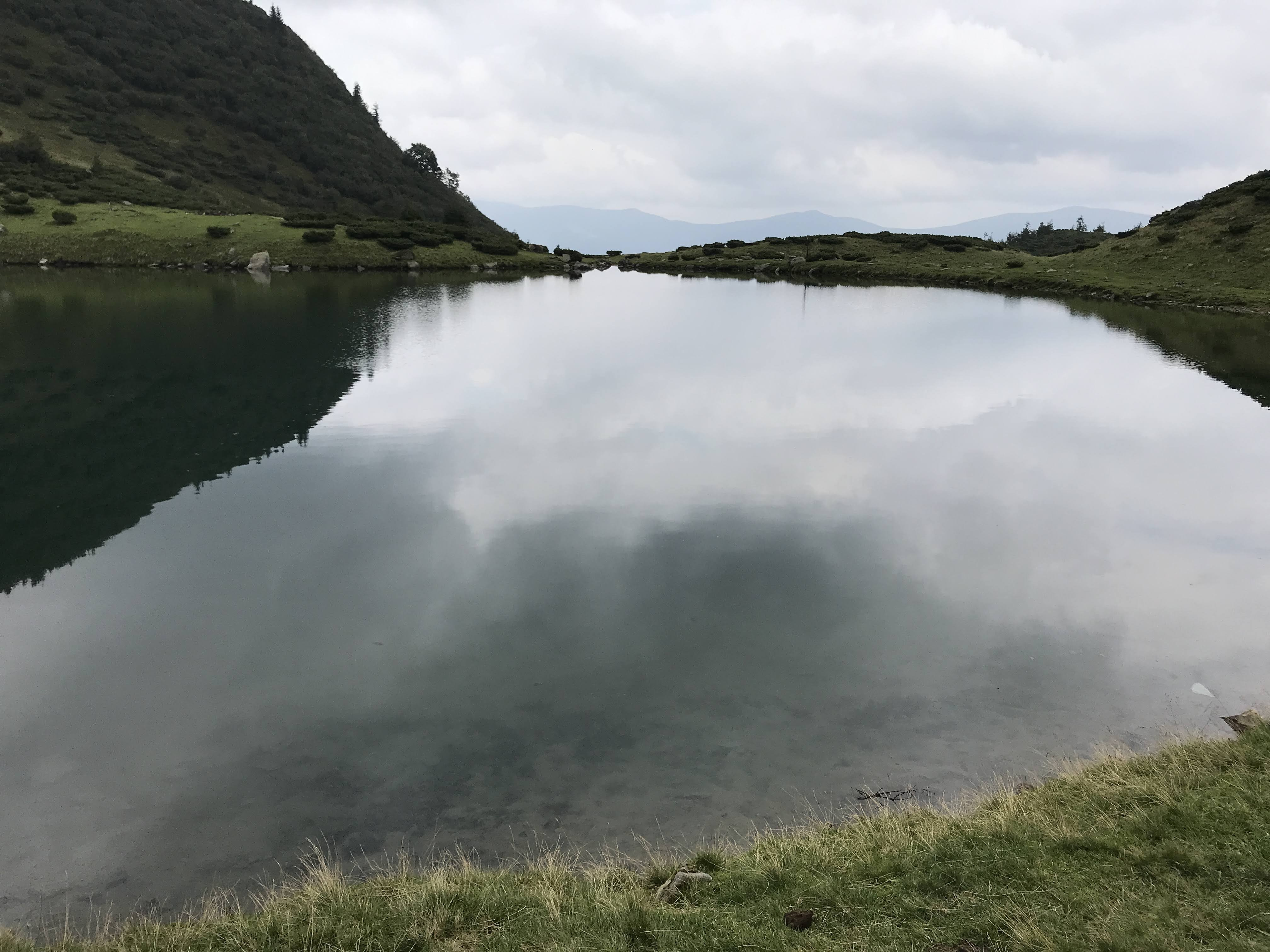
Вид вблизи на озеро Ворожеска
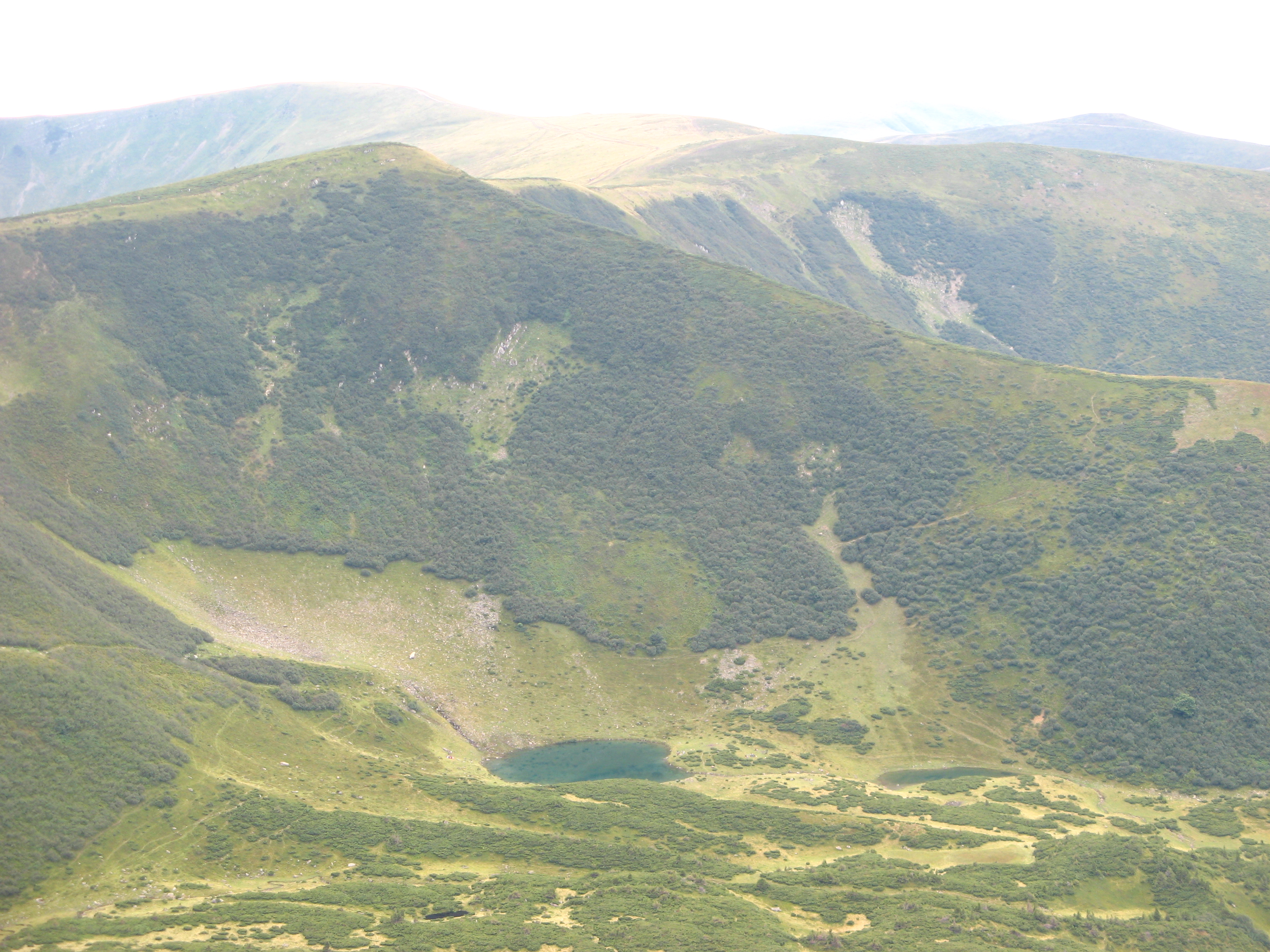
Вид на большое и малое озеро с северо-восточных отрогов горы Котел. Сверху (левее) — гора Ворожеска (1731 м)
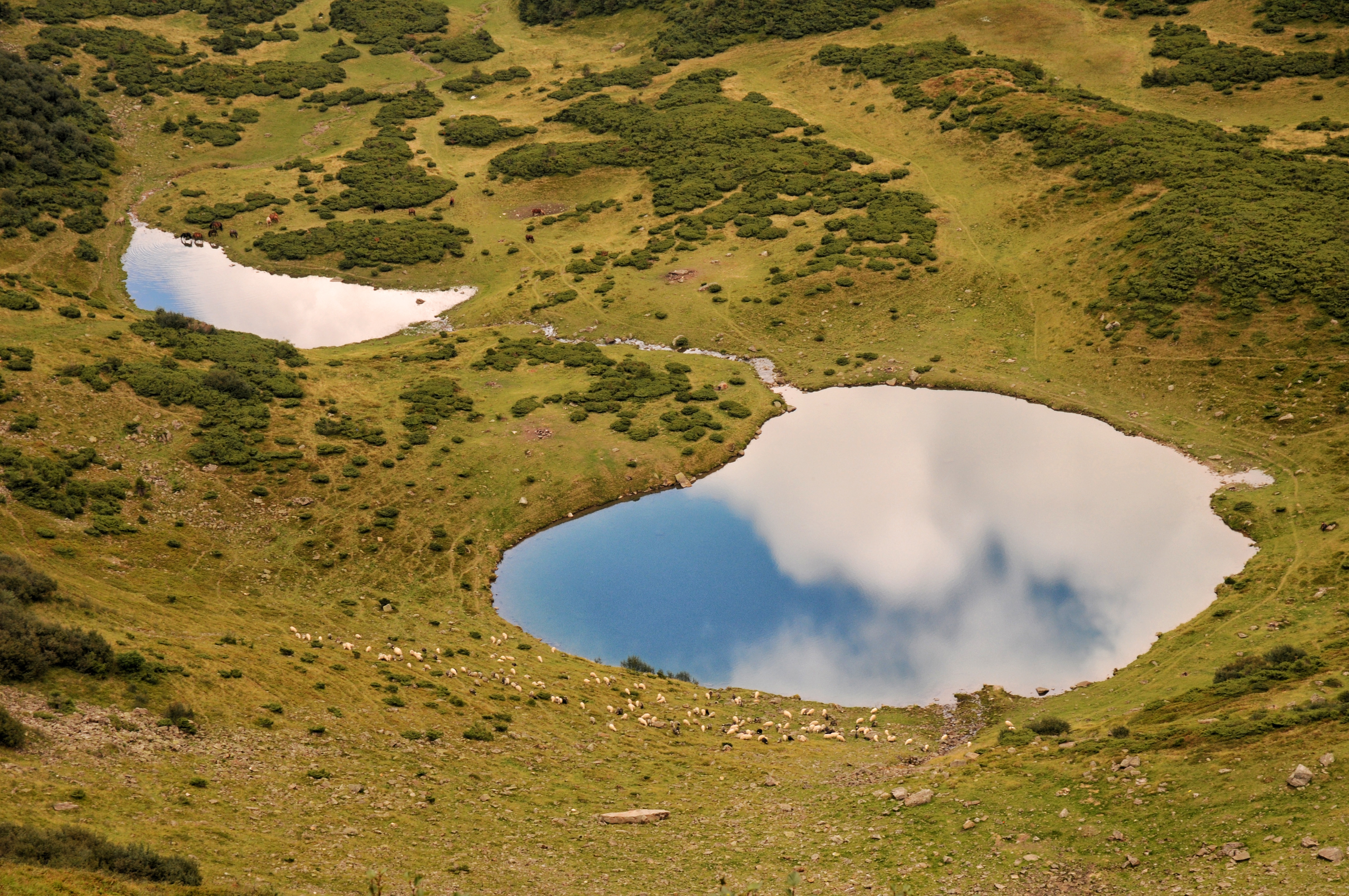
Вид на озёра с юга